# Eliezer Melamed
Eliezer Melamed (în ebraică אליעזר מלמד; n. 28 iunie 1961, Ierusalim, Israel) este un rabin ortodox și sionist israelian, roș ieșiva la Yeșiva Har Bracha, rabin al comunității Har Bracha și autor al seriei de cărți Pniné Halakha..

## Biografie
Eliezer Melamed este fiul rabinului Zalman Baruch Melamed, elev al rabinului Zvi Yehuda Kook. Prenumele Eliezer este rezultatul unui vis pe care Kook l-a avut cu ocazia nașterii sale. Melamed a studiat cu Kook de la vârsta de cincisprezece la douăzeci de ani și, ca și tatăl său, îl consideră pe Kook cel mai important rabin al său. Melamed este căsătorit cu Inbal, fiica artistului Tuvia Katz, și are treisprezece copii..

## Cariera rabinică și predarea
Melamed a predat Talmudul și Halakha la Kollel-ul rabinului Deutsch din Mea Shearim timp de șase luni. Kollel este condus de rabinul Yitzchak Ginsburg, ceea ce i-a dat lui Melamed șansa de a învăța în tandem cu Ginsburg și de a audia multe dintre cursurile sale. Mai târziu, el a predat Talmudul și Emuna (filozofie iudaică) la Yeșiva din Bet El timp de aproximativ douăzeci de ani și patru ani la Yeșiva din Kedumim. Melamed a editat o nouă ediție a cărții Shnei Luchot HaBrit (Shelah) și primele două volume ale noii ediții a cărților rabinului Zadok HaKohen din Lublin și a contribuit la finalizarea întregii serii.
În august 1988 Melamed a fost numit rabin al comunității din așezarea Har Bracha.
În septembrie 1992 Melamed a fondat Yeșiva Har Bracha.
În iulie 2013 a primit "Premiul pentru creație iudaică" pentru seria sa de cărți Pniné Halakha, iar în noiembrie 2020, "Premiul Rabinului Kook" pentru această serie.

## Lucrări publicate
Pniné Halakha este o serie de cărți despre subiecte halahice, scrise de Melamed, care acoperă subiecte precum legile Șabatului și perspectiva iudaică asupra donării de organe. Pe lângă stabilirea legii practice pe subiect, aceste cărți discută fundamentele spirituale ale halakhot și reflectă, de asemenea, diversele obiceiuri ale diferitelor comunități. Scrise în ebraică, seria de cărți s-a vândut în peste 500.000 de exemplare. Douăzeci de cărți au fost publicate în ebraică, dintre care nouă au fost traduse în engleză, zece în franceză, nouă în spaniolă și zece în rusă. Cărțile câștigă rapid popularitate în comunitatea sionistă religioasă din Israel..

## Opinii și puncte de vedere
Rabinul Melamed promovează un dialog direct și deschis cu toate fațetele iudaismului și crede că, în ciuda divergențelor de opinii, nimeni nu ar trebui exclus din cauza opiniilor sau credințelor sale. Întâlnirea sa cu Delphine Horvilleur a dus la apeluri de boicot împotriva lui și la furia rabinilor israelieni împotriva opiniilor și cărților sale..